# بانکا آگریکولا
بانکا آگریکولا (انگلیسی: Banca Agricola) شرکت خدمات مالی و بانکداری ایتالیایی است، که در سال ۱۸۸۹ تأسیس شد.